# Herminium macrophyllum
Herminium macrophyllum är en orkidéart som först beskrevs av David Don, och fick sitt nu gällande namn av James Edgar Dandy. Herminium macrophyllum ingår i släktet honungsblomstersläktet, och familjen orkidéer. Inga underarter finns listade i Catalogue of Life.